# Théodore Nikitich de Russie
Théodore Nikitich de Russie ou Fedor Nikitich de Russie (en russe : Федор Никитич), né le 20 novembre 1974 à New York, décédé le 25 août 2007 à Pompano Beach, est un prince de Russie, membre de la Maison de Holstein-Gottorp-Romanov.

## Famille
Fils de Nikita Nikitich de Russie et de Janet Schönwald.

## Biographie
Nikititch fait des études classiques, en histoire de l'Égypte et en langues anciennes à l'université Columbia et à l'université Brown. Il obtient une maîtrise avec mention.
Théodore Nikitich de Russie est membre de l'Association Famille Romanov de 1979 à 2007. Le 17 juillet 1998, le prince assiste aux obsèques de Nicolas II en la cathédrale Pierre-et-Paul de Saint-Pétersbourg.
Nikitich était végétarien.

### Décès
Théodore Nikitich de Russie se suicide à Pompano Beach en Floride le 25 août 2007.

## Généalogie
Théodore Nikitich appartient à la quatrième branche issue de la première branche de la Maison d'Oldenbourg-Russie (Holstein-Gottorp-Romanov), elle-même issue de la première branche de la Maison d'Holstein-Gottorp. Ces trois branches sont issues de la première branche de la Maison d'Oldenbourg. Par son arrière-grand-mère, la grande-duchesse Xenia Alexandrovna de Russie, il est un descendant de l'empereur Alexandre III et un arrière-petit neveu de Nicolas II, par son arrière-grand-père, il est le descendant du tsar Nicolas Ier.

## Sources
- (en) Cet article est partiellement ou en totalité issu de l’article de Wikipédia en anglais intitulé « Prince Nikita Romanov » (voir la liste des auteurs).
- « Dynastie d'Oldenbourg-Russie »(Archive.org • Wikiwix • Archive.is • Google • Que faire ?) (consulté le 24 août 2014).